# Dorfen
Dorfen est une ville allemande, située en Bavière, dans l'arrondissement d'Erding.